# Moonbathers

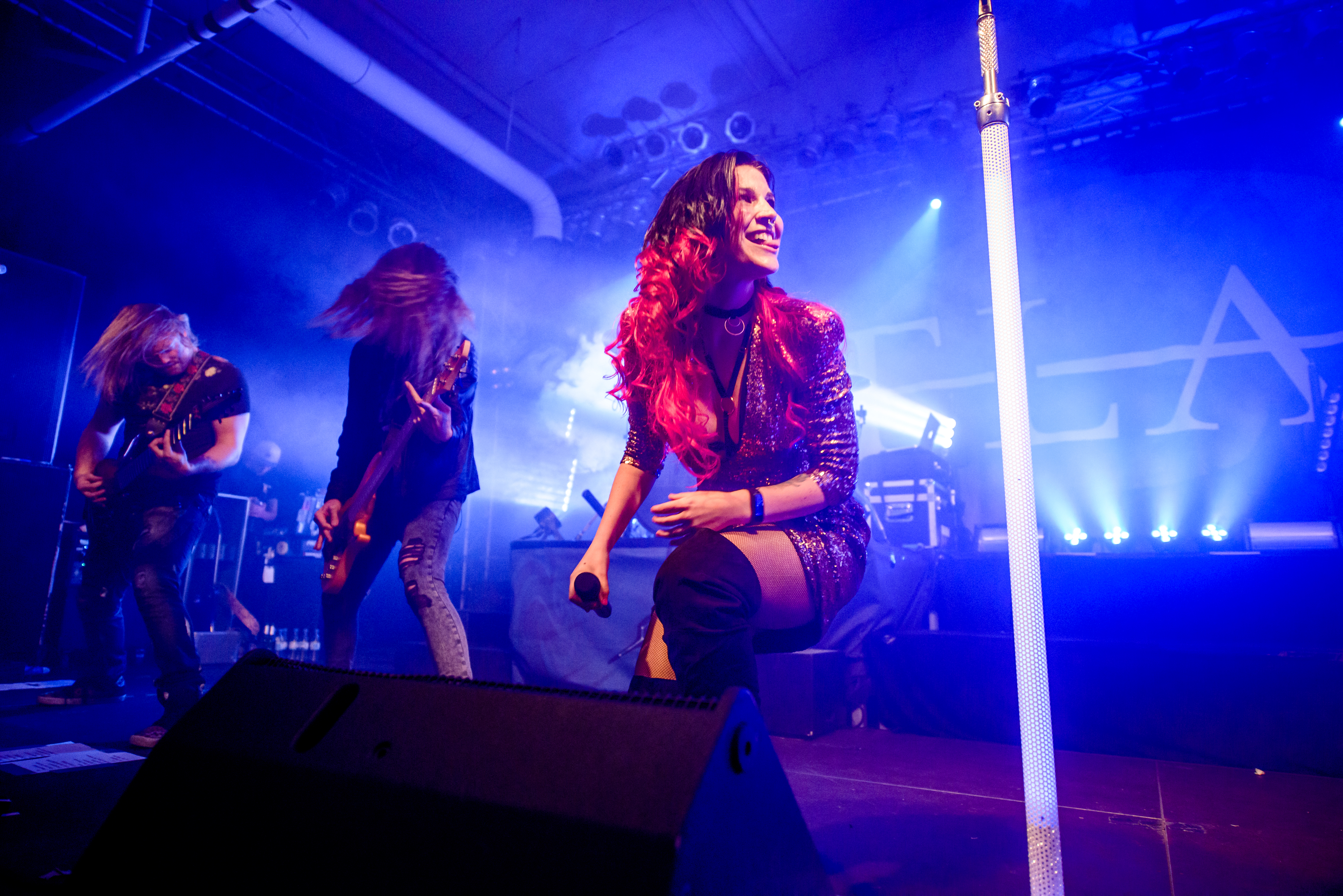
Delain během koncertu v Kolíně (2016)

Moonbathers je páté studiové album nizozemské hudební skupiny Delain, které vyšlo 26. srpna 2016 u vydavatelství Napalm Records. Na albu se jako host podílela zpěvačka Alissa White-Gluz (Arch Enemy).

## O albu
Dvě písně z alba, „Suckerpunch“ a „Turn the Lights Out“, kapela zveřejnila již v EP Lunar Prelude vydaném na začátku roku 2016. Jako samostatný singl již vyšla také píseň „The Glory and The Scum“ a „Fire With Fire“. Na albu se objevila i coververze na píseň „Scandal“ od kapely Queen. Album smíchal Ted Jensen, vítěz ocenění Grammy Award a o vizuální stránku alba se postaral Glenn Arthur. Kanadská zpěvačka Alissa White-Gluz ze skupiny Arch Enemy se podílela na písni „Hands of Gold“. Limitovaná edice obsahuje bonusové CD s některými písničkami z vystoupení v Nizozemsku a orchestrální verze písniček „The Glory and the Scum“ a „Hands of Gold“.

## Turné k albu
Delain se nejprve vydali na evropské turné, které probíhalo v říjnu a listopadu 2016. Spolu na turné s nimi jako hosté jeli Evergrey, kteří představili své album The Storm Within a v roli předkapely vystupovali kanadští metalisté Kobra and the Lotus. V dubnu a květnu roku 2017 proběhla koncertní šňůra po Severní Americe spolu s kapelou HammerFall.

## Seznam skladeb
Všechny skladby napsal(i) Delain. 
| Pořadí         | Název                       | Host              | Délka |
| -------------- | --------------------------- | ----------------- | ----- |
| 1.             | Hands of Gold               | Alissa White-Gluz | 5:09  |
| 2.             | The Glory and the Scum      |                   | 4:03  |
| 3.             | Suckerpunch                 |                   | 4:09  |
| 4.             | The Hurricane               |                   | 3:44  |
| 5.             | Chrysalis - The Last Breath |                   | 5:25  |
| 6.             | Fire with Fire              |                   | 4:09  |
| 7.             | Pendulum                    |                   | 3:41  |
| 8.             | Danse Macabre               |                   | 5:07  |
| 9.             | Scandal (Queen cover)       |                   | 4:03  |
| 10.            | Turn the Lights Out         |                   | 4:15  |
| 11.            | The Monarch                 |                   | 3:39  |
| Celková délka: | Celková délka:              | Celková délka:    | 47:24 |

| CD 2 (Limitovaná edice) | CD 2 (Limitovaná edice)                     | CD 2 (Limitovaná edice) |
| Pořadí                  | Název                                       | Délka                   |
| ----------------------- | ------------------------------------------- | ----------------------- |
| 1.                      | Suckerpunch (živě)                          | 4:22                    |
| 2.                      | Turn the Lights Out (živě)                  | 4:41                    |
| 3.                      | The Glory and the Scum (živě)               | 4:22                    |
| 4.                      | Don't Let Go (živě)                         | 4:18                    |
| 5.                      | The Glory and the Scum (orchestrální verze) | 2:40                    |
| 6.                      | Hands of Gold (orchestrální verze)          | 4:22                    |

## Obsazení
- Charlotte Wessels – zpěv
- Martijn Westerholt – klávesy
- Ruben Israel – bicí
- Otto Schimmelpenninck van der Oije – baskytara
- Timo Somers – kytara
- Merel Bechtold – kytara

### Hosté
- Alissa White-Gluz – zpěv na Hands of Gold